# Deextinkce

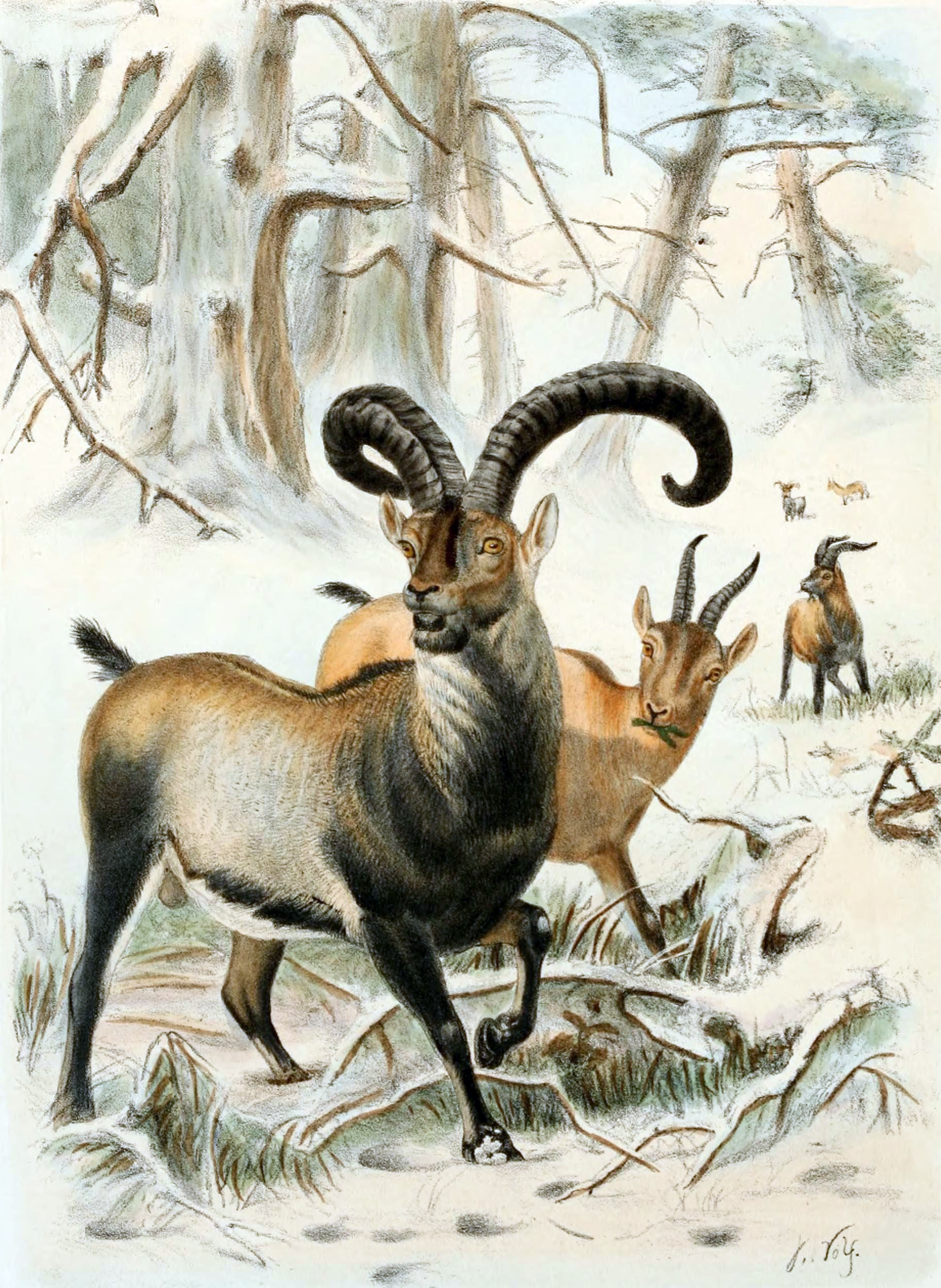
Kozorožec pyrenejský, jeden z prvních druhů, který "přežil vlastní extinkci"

De-extinkce je proces vytváření organismu, který splňuje charakteristiky druhu, který je považován za vyhynulý, nebo je výsledkem křížení takových nebo příbuzných druhů. Nejznámější metodou přivedení nového druhu na svět je klonování a šlechtění. Podobné techniky bývají používány k zachování ohrožených druhů.

## Vyhynulé druhy
DNA pravěkých živočichů už mohla být v některých případech skutečně získána, zatím se ale jedná vesměs spíše o kontroverzní výzkumy.